# Laxfirth (Nesting)

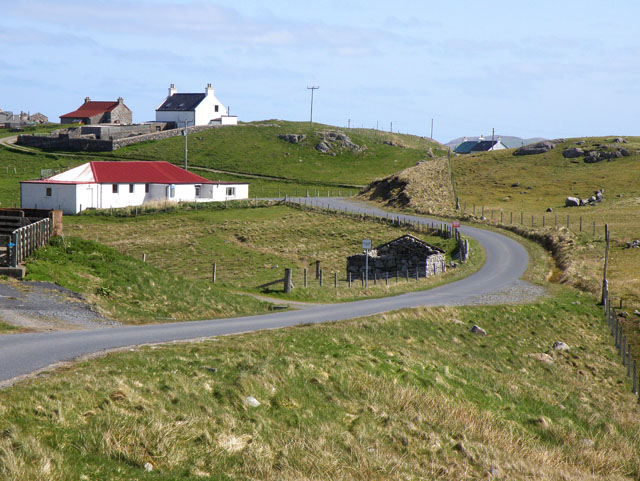
Versammlungshalle in Laxfirth

Laxfirth ist eine Ortschaft, die im Osten der zu Schottland zählenden Shetlands liegt.

## Geographie
Laxfirth liegt im Osten von Mainland in der Nähe der Küste und, etwas erhöht, über der Meeresbucht Lax Firth im Nordosten. Dort befindet sich, mit Billister, die nächstgelegene Ortschaft. Lerwick liegt 18 Kilometer entfernt im Süden.

## Historisches
Im Rahmen der historischen Gliederung Schottlands in Civil Parishes zählt Laxfirth zu Nesting.

## Verkehr
Durch Laxfirth führt die C215, die mehrere Orte rund um Gott verbindet.